# Christine Churcher
Christine Churcher (* 21. September 1954, Cape Coast, Ghana) ist eine führende Politikerin in Ghana. Sie hatte zwischen 2001 und 2005 das Ministerium für primär- und sekundärschulische Ausbildung und Mädchenerziehung (Minister of Primary, Secondary and Girl-Child Education) inne sowie zwischen 2005 und 2006 das Ministerium für Wissenschaft und Umweltschutz (Minister of Science and the Environment). Churcher gilt aufgrund ihrer Herkunft und der politischen Tätigkeit in ihrer Heimatstadt auch als Matriarchin von Cape Coast. Die Politikerin Churcher ist jedenfalls nach Korruptionsvorwürfen und der Entlassung aus dem Ministeramt im Jahr 2006 umstritten.

## Ausbildung
Churcher besuchte zwischen 1959 und 1965 die Kwesi Plange Primary School in Cape Coast. Zwischen 1965 und 1972 besuchte sie die Mfantsiman Girls Secondary School. Zwischen 1975 und 1978 studierte Churcher Englisch und Geschichte an der Universität von Ghana und schloss dieses Studium erfolgreich ab.
1991 arbeitete churcher am ersten Teil ihrer Abschlussarbeit für den Master in Philosophie im Programm der Erwachsenen Bildung an der Universität von Ghana.

## Karriere
Churcher begann nach ihrem Schulabschluss im Jahr 1972 eine Tätigkeit als Lehrerin an ihrer Alma Mater, der Mfantsiman Secondary School im Fach Englisch. Nach ihrem Studium im Jahre 1978 bis 1982 arbeitete sie bei der Firma Prestea Goldields Limited in der Verwaltung und wechselte ab 1982 als Englisch Tutor an die Wesley Girls High School in Cape Coast.
Politisch begann sie im Jahr 1989 und 1990 ihre Arbeit als stellvertretende Vorstandssekretärin des National Council im Arbeitsbereich Frauen und Entwicklung. Churcher war Bürgermeisterin (Municipal Chief Executive) von Cape Coast. Seit 1996 ist Churcher Mitglied im ghanaischen Parlament für den Wahlkreis Cape Coast als Kandidatin der New Patriotic Party (NPP). Im Oktober 2006 gab es vermehrt Rücktrittsgerüchte hinsichtlich ihres Parlamentssitzes, da über Churcher berichtet wurde, sie habe aus ihrer Amtszeit als Ministerin unter anderem einige Dienstfahrzeuge einbehalten.
Churcher war in beiden Amtszeiten von Präsident John Agyekum Kufuor Ministerin. Zwischen 2001 und 2005 war sie Ministerin für primär- und sekundärschulische Ausbildung und Mädchenerziehung und zwischen 2005 und 2006 Ministerin für Wissenschaft und Umweltschutz. Am 27. April 2006 wurde Churcher von Präsident Kufuor aus dem Amt entlassen.